# 段伯倫
段伯倫（8世纪？—837年1月27日），唐朝隴州汧陽（今陝西省千陽县西）人，段秀实之子。
段伯伦官至太子詹事。大和二年（828年）正月，段伯伦上奏：“亡父赠太尉段秀实，前后制敕令准有司为他置庙立碑，现在营造已经完成，定于今月二十五日行升祔礼。”唐文宗下诏赐绫绢五百疋，以少牢致祭，给卤簿人夫，兼太常博士一人检校。加授段伯伦为检校左散骑常侍，兼殿中监。大和四年（830年）十一月，转任右金吾卫大将军、兼御史大夫，充街使。大和八年（834年）七月，检校工部尚书，出任福建等州都团练观察使，入朝为太仆卿。开成元年十一月丙寅朔壬子，太仆卿段伯伦去世。宰臣李石、郑覃上奏：“段伯伦，段秀实之子。自古舍身保卫社稷之人，没有人像段秀实这样贤德。”文宗恻然，说：“段伯伦应该加赙赠。”辍朝一日，以礼敬忠臣之嗣。